# Castrisch
Castrisch () est une localité et une ancienne commune suisse du canton des Grisons, située dans la région de Surselva.

Vue aérienne (1954)